# ساری داغ
ساری داغ مربوط به دوره اشکانیان و اوایل اسلام است و در شهرستان نیر، بخش کوراییم، دهستان یورتچی غربی، روستای قره شیران واقع شده و این اثر در تاریخ ۱۵ دی ۱۳۸۷ با شمارهٔ ثبت ۲۳۹۹۳ به‌عنوان یکی از آثار ملی ایران به ثبت رسیده است.